# 丹麦金

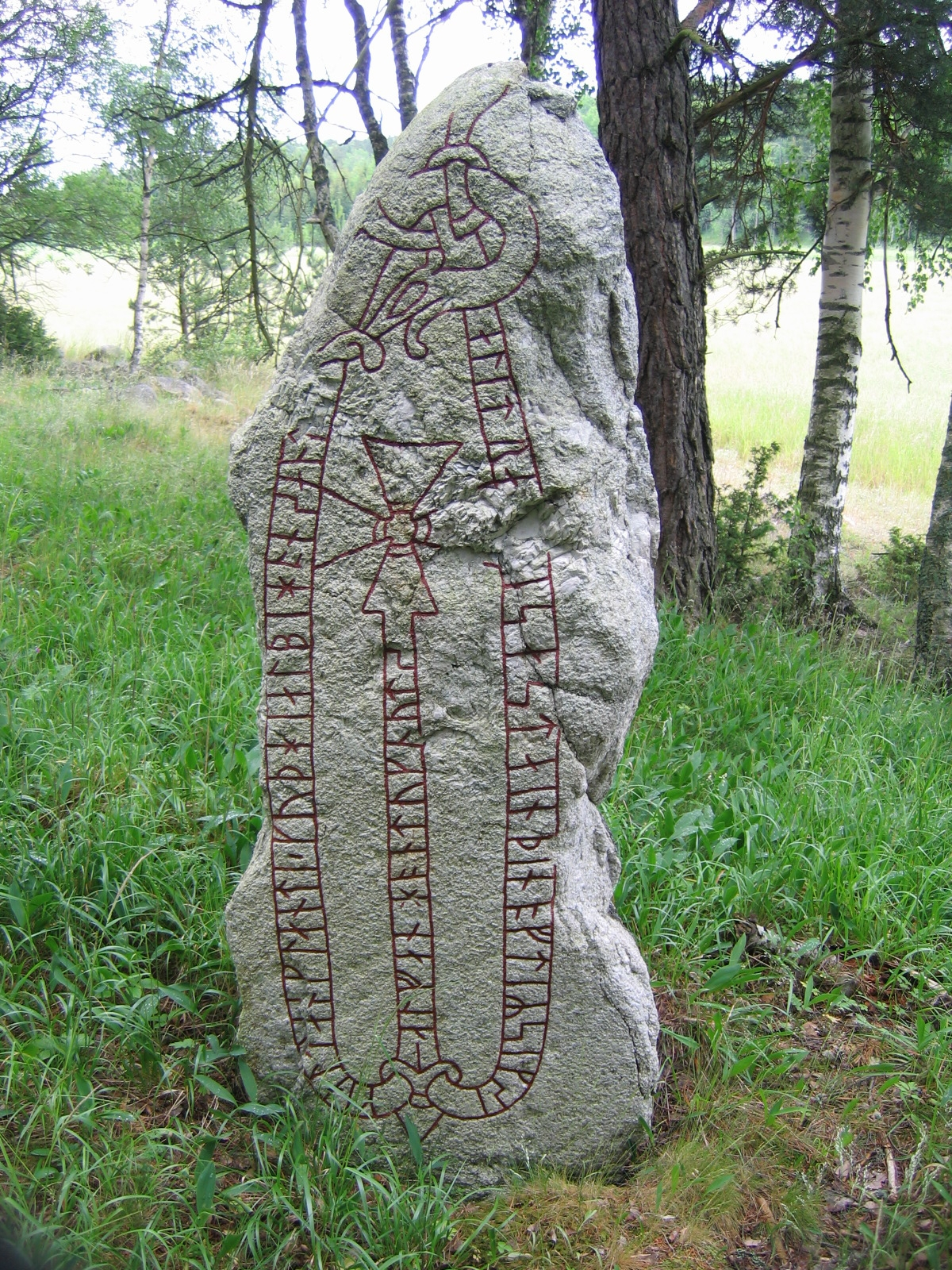
瑞典烏普蘭附近林地裡一名維京人豎立的符文石，以紀念他在英格蘭收到丹麥金

丹麦金是9世纪至11世纪英格兰诸国和法兰克王国為抵禦維京人的侵略而向國內征收的稅收或者貢品。這些國家的王室成員會將征收來的貢品或者金錢直接交給維京人，目的是讓維京人不要武力侵略自己的國家。有時這些稅收用來支援軍隊的建設。